# バリー・ヒルズ
バリー・ヒルズ（Barry Hills、1937年4月2日 - 2025年6月27日）は、イギリスで厩舎を構えていた元調教師および元騎手。バーリントン・ヒルズやバリントン・ウィリアムズ・ヒルズとも呼ばれている。
息子が4人おり、そのうちのジョン・ヒルズは調教師、マイケル・ヒルズとリチャード・ヒルズは双子で共に騎手である。

## 来歴
騎手を経て、1958年にジョン・オクスレイ調教師の下でヘッドラッドに転身して厩舎経営のノウハウを学んだ後、1969年に調教師免許を取得した。
その後は管理馬がヨーロッパ各地のG1競走を制し、イギリスを代表する調教師として挙げられている。
また、2002年にはジャパンカップにストーミングホームを出走させるために来日したが、12番人気で15着に終わっている。
2009年には喉頭癌の治療を行った。
2011年8月21日に調教師を引退した。同年のカルティエ賞の特別賞に選出された。
2025年6月27日死去。88歳没。

## 主な管理馬
- Rheingold / ラインゴールド（1972年サンクルー大賞、1973年ガネー賞、サンクルー大賞、凱旋門賞）
- Dibidale / ディビデイル（1974年アイリッシュオークス、ヨークシャーオークス）
- Enstone Spark / エンストンスパーク（1978年1000ギニー）
- Hawaiian Sound / ハワイアンサウンド（1978年ベンソン&ヘッジズゴールドカップ）
- Tap on Wood / タップオンウッド（1979年2000ギニー）
- Kind of Hush / カインドオブハッシュ（1982年プリンスオブウェールズステークス）
- Cormorant Wood / コモラントウッド（1983年サンチャリオットステークス、チャンピオンステークス、1984年ロッキンジステークス、ベンソン&ヘッジズゴールドカップ）
- Desirable / デザイラブル（1983年チェヴァリーパークステークス）
- Gildoran / ギルドラン（1984年アスコットゴールドカップ、1985年アスコットゴールドカップ）
- Sure Blade / シュアブレイド（1986年セントジェームズパレスステークス、クイーンエリザベス2世ステークス）
- Sir Harry Lewis / サーハリールイス（1987年アイリッシュダービー）
- Gallic League / ガリックリーグ（1987年ミドルパークステークス）
- Handsome Sailor / ハンサムセーラー（1988年ナンソープステークス、アベイ・ド・ロンシャン賞）
- Scenic / シーニック（1988年デューハーストステークス）
- Silk Slippers / シルクスリッパーズ（1989年フィリーズマイル）
- Distant Relative / ディスタントレラティヴ（1990年サセックスステークス、ジャンプラ賞）
- Nomadic Way / ノーマディックウェイ（1992年ワールドハードル）
- Nicer / ナイサー（1993年アイリッシュ1000ギニー）
- Bolas / ボラス（1994年アイリッシュオークス）
- Moonax / ムーナクス（1994年セントレジャーステークス、ロワイヤルオーク賞）
- Royal Applause / ロイヤルアプローズ（1995年ミドルパークステークス、1997年スプリントカップ）
- In Command / インコマンド（1996年デューハーストステークス）
- Hula Angel / フラエンジェル（1999年アイリッシュ1000ギニー）
- Distant Music / ディスタントミュージック（1999年デューハーストステークス）
- Lady Upstage / レディアップステージ（2000年プリティーポリーステークス）
- Storming Home / ストーミングホーム（2002年チャンピオンステークス）
- Haafhd / ハーフド（2004年2000ギニー、チャンピオンステークス）
- Maids Causeway / メイズコーズウェイ（2005年コロネーションステークス）
- La Cucaracha / ラクカラチャ（2005年ナンソープステークス）
- Spinning Queen / スピニングクイーン（2006年サンチャリオットステークス）
- Red Clubs / レッドクラブス（2007年スプリントカップ）
- Dark Angel / ダークエンジェル（2007年ミドルパークステークス）
- Ghanaati / ガナーティ（2009年1000ギニー）